# Pseudagoliinus glabratus
Pseudagoliinus glabratus är en skalbaggsart som beskrevs av Bordat 2005. Pseudagoliinus glabratus ingår i släktet Pseudagoliinus och familjen Aphodiidae. Inga underarter finns listade i Catalogue of Life.